# Linguagens Documentárias
As linguagens documentárias são linguagens estruturadas e controladas, construídas a partir de princípios e de significados advindos de termos constituintes da linguagem de especialidade e da linguagem natural (linguagem do discurso comum), com a proposta de representar para recuperar a informação documentária. Pode se dizer então que as Linguagens documentárias caracterizam-se por sistemas de organização do conhecimento, servindo de apoio para os processos de indexação e busca por assunto.
A linguagem documentária é um instrumento por meio do qual se realiza a mediação entre sistemas ou conjuntos informacionais e usuários. Enquanto sistema de significação e de comunicação, a linguagem documentária permite orientar a busca, ou seja, a navegação através de uma proposta de segmentação do universo enfocado. 
Portanto, as Linguagens Documentárias visam representar, de forma padronizada, o conhecimento de domínio específico e estabelecer a ligação entre o usuário e o conteúdo do documento. Ela é construída artificialmente com o propósito de sintetizar, por meio de vocabulário controlado, o conteúdo de documentos, e ser utilizada em sistemas de indexação, armazenamento e recuperação de informação. Enfim, delimita o vocabulário de determinado domínio de interesse de forma clara e precisa.

## Tipos de Linguagens Documentárias
São tipos de Linguagens Documentárias:
• Sistemas de classificação bibliográfica;
• Tesauros;
• Taxonomias;
• Ontologias.

### Taxonomia
A Taxonomia é um conceito multidisciplinar. No âmbito das práticas bibliotecárias, a taxonomia é a classificação ou categorização de um conjunto de coisas de forma hierárquica. Por definição, taxonomia é classificação, sistemática.  Também, instrumento para organizar todas as entidades de um universo em uma simples hierarquia: uma grande árvore na qual cada entidade pertence apenas a uma única classe, cada espécie a um único gênero, e assim por diante.  Enquanto linguagem documentária, a taxonomia constitui uma lista de termos preferenciais com estrutura hierárquica (árvore).
Taxonomias também podem ser estruturadas na forma de:
- Listas

- Árvores

- Matrizes

- Sistemas de mapas [6]

### Ontologia
Originalmente da Filosofia (sistema particular de categorias que versa sobre certa visão de mundo), a ontologia foi apropriada pela Ciência da Computação e também pela Ciência da Informação.  No âmbito da Ciência da Computação e da Ciência da Informação: conforme a interpretação vai de artefato computacional que armazena e organiza informações até estrutura semântica que representa o conhecimento de um dado domínio.  Ferramenta ou linguagem que permite a instauração de sentido.  No jargão da Web semântica, ontologia é um documento ou arquivo que define formalmente relações entre termos. O tipo clássico é uma taxonomia e um conjunto de regras inferenciais.
Cada ontologia é um sistema de conceitos e suas relações, no qual todos os conceitos são definidos e interpretados de modo declarativo. O sistema define o vocabulário de um domínio e as restrições de como os termos do vocabulário são combinados, de forma a modelar o domínio. 